# معرض ماكس الدولي للطيران

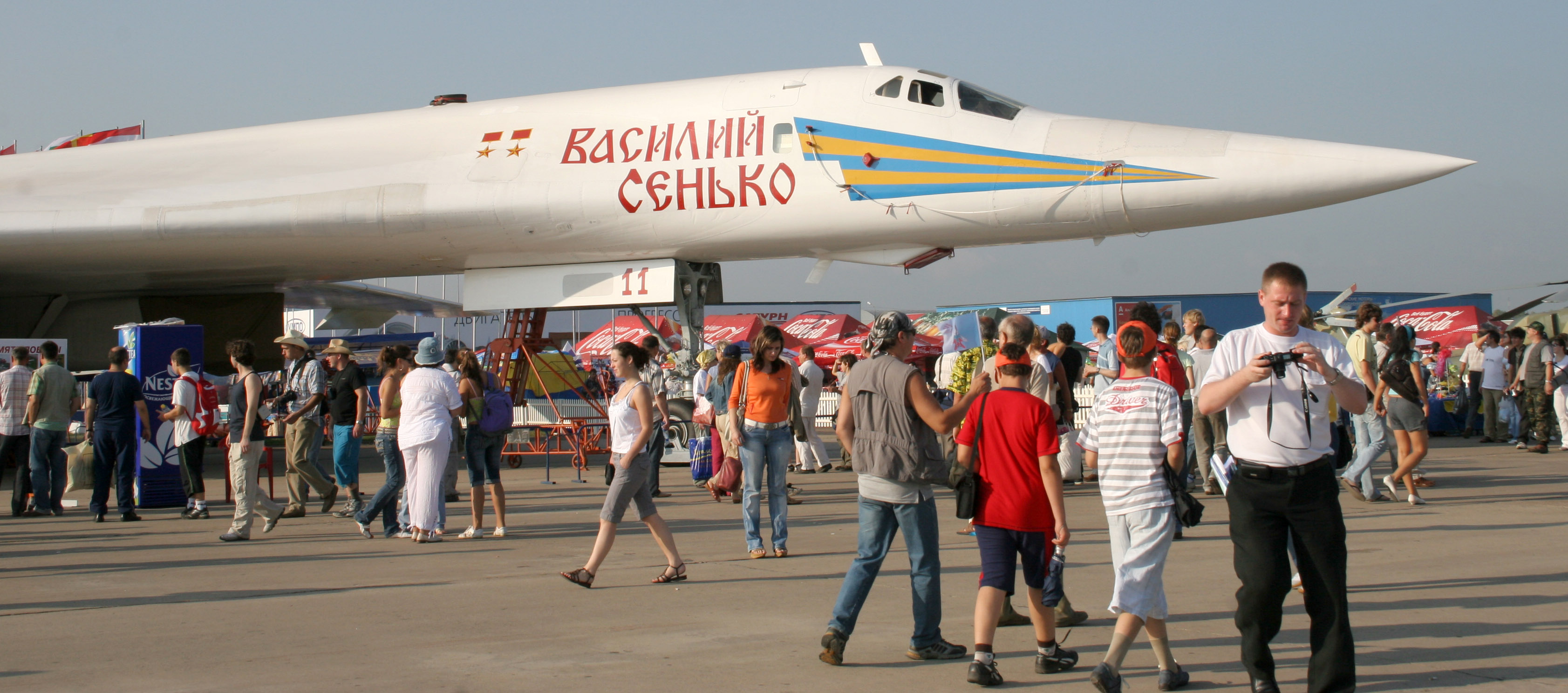
توبوليف تو-160 في ماكس-2007

معرض ماكس الدولي للطيران (بالإنجليزية: MAKS) ((الروسية: МАКС), (الروسية: Международный авиационно-космический салон)، هو معرض جوي دولي يقام في مطار جوكوفسكي الدولي، مقر معهد غروموف لبحوث الطيران ، على بعد 40 كم (25 ميل) جنوب شرق موسكو، روسيا. وكان المعرض ينظم قبل وزارة الصناعة والتجارة الروسية حتى عام 2009، وحاليا ينظم من قبل حكومة موسكو وأفياسالون. أول معرض أقيم في عام 1992، باسم موسيروشو-92. ومنذ عام 1993، تم تغيير اسم المعرض الجوي إلى ماكس ويقام مرة كل سنتين في السنوات الفردية.

## روابط خارجية
- Official website نسخة محفوظة 10 مايو 2007 على موقع واي باك مشين.
- Russian Knights (SU-27 team) website
- Russian Swifts (MiG-29 team) website
- Vyazma Rus (L-39 team) website